# The Cosmos Rocks
The Cosmos Rocks (укр. Скелі космосу) — єдиний студійний альбом, записаний британським гуртом Queen у співпраці з Полом Роджерсом та загалом шістнадцятий студійний альбом Queen, що вийшов 15 вересня 2008 року. Він містить 14 нових треків, написаних Браяном Меєм, Роджером Тейлором та Полом Роджерсом. Це перший студійний альбом з новим матеріалом двох постійних учасників Queen після альбому Made in Heaven 1995 року.

## Історія
У 2004 році Браян Мей анонсував про початок співпраці Queen з британським співаком Полом Роджерсом. У 2005—2006 роках вони разом відіграли світове турне під назвою «Return of the Champions Tour» (укр. Тур "Повернення Чемпіонів").
15 серпня 2006 року Мей на своєму вебсайті і через фан-клуб підтвердив, що «Queen + Пол Роджерс» почнуть роботу над новим альбомом, який отримав назву The Cosmos Rocks.
Основні учасники гурту — Браян Мей та Роджер Тейлор, написали для альбому дев'ять пісень, решту п'ять написав Пол Роджерс. Інший учасник гурту — Джон Дікон, який пішов з шоу-бізнесу після смерті Фредді Мерк'юрі, відмовився брати участь у проєкті «Queen + Пол Роджерс», а його обов'язки басиста розподілили між собою Пол Роджерс та Браян Мей.
Гурт почав запис альбому в студії Роджера Тейлора — «The Priory», наприкінці 2006 року, завершивши американську частину світового туру «Return of the Champions Tour». Під час туру гурт представив нову пісню «Take Love», яка не потрапила до альбому. У своєму сольному турі Роджерс дебютував з такими піснями, як «Warboys» і «Voodoo».
Офіційно альбом вийшов 15 вересня 2008 року, у Північній Америці реліз відбувся 14 жовтня 2008 року.
Пізніше Мей згадував:
|  | Ми витратили величезну кількість часу, записуючи цей альбом з Полом Роджерсом, переживаючи досить багато болю, і я не думаю, що це хоч якось вплинуло на громадську свідомість. Тому я був би обережний у записі гурту під назвою Queen без Фредді. |

А Роджер Тейлор так відгукувався про цей альбом:
|  | На ньому було кілька чудових речей. Я просто вважаю, що Пол більше блюз і соул виконавець — він один із наших улюблених співаків, але, коли справа зводиться до цього, він не був ідеальним фронтменом для нас. Я відчув, що альбом погано рекламували EMI, які в той час розпадалися на шматки. Ми були в турі Європою, і я заходив у магазини звукозаписів, але нас там не було. І я пам'ятаю, як був розлючений, думаючи: „Навіщо ми зробили цей довбаний запис?“ |

### Сингли
З альбому вийшло три сингли:
- «Say It's Not True» — головний сингл з альбому, вийшов у Великій Британії 31 грудня 2007 року. Запис досяг 90 місця в британських чартах та певний час був доступний для безкоштовного завантаження. Відео до композиції містить багато фрагментів відео у яких висвітлюється складне життя жителів Південно-Африканської Республіки, а також уривки з серії благодійних концертів проти СНІДу, які південноафриканські та іноземні музиканти зіграли на честь Нельсона Мандели у період з 2003 по 2008 рік, які організувала благодійна організація 46664[9]. Всі отримані за продаж синглу кошти передал цій благодійній організації.
- «C-lebrity» вийшов як другий сингл альбому[9] 8 вересня 2008 року, хоча наживо премє'ра відбулася ще 4 квітня у етері одного з британських телеканалів[10]. Він досягнув 33 місця в UK Singles Chart[11]. Бонусом до цього синглу на стороні Б була записана наживо композиції «Fire and Water» на концерті у Японії у 2005 році[12].
- «We Believe» вийшов як промо-сингл в Італії та досяг 4 місця в чартах Virgin Radio Italia. Сингл-версія цієї пісні була скорочена з 6 до 4 хвилин[13].

### Тур
За декілька днів до офіційного виходу гурт вирушив у тур під назвою «Rock the Cosmos Tour» і першим, у цьому турі, став благодійний концерт у Харкові, який зібрав близько 350 000 глядачів. Цей концерт був записаний для випуску на DVD і транслювалася у кінотеатрах на території США 6 листопада 2008 року під назвою «Let the Cosmos Rock».
Протягом туру «Queen + Пол Роджерс» зіграли перед мільйоном глядачів.

## Список композицій
| Основний реліз | Основний реліз             | Основний реліз | Основний реліз |
| #              | Назва                      | Автор(и)       | Тривалість     |
| -------------- | -------------------------- | -------------- | -------------- |
| 1.             | «Cosmos Rockin»            | Роджер Тейлор  | 4:10           |
| 2.             | «Time to Shine»            | Пол Роджерс    | 4:23           |
| 3.             | «Still Burnin'»            | Браян Мей      | 4:04           |
| 4.             | «Small»                    | Тейлор         | 4:39           |
| 5.             | «Warboys»                  | Роджерс        | 3:18           |
| 6.             | «We Believe»               | Мей            | 6:08           |
| 7.             | «Call Me»                  | Роджерс        | 2:59           |
| 8.             | «Voodoo»                   | Роджерс        | 4:27           |
| 9.             | «Some Things That Glitter» | Мей            | 4:03           |
| 10.            | «C-lebrity»                | Тейлор         | 3:38           |
| 11.            | «Through the Night»        | Роджерс        | 4:54           |
| 12.            | «Say It's Not True»        | Тейлор         | 4:00           |
| 13.            | «Surf's Up… School's Out!» | Тейлор         | 5:56           |
| 14.            | «Small Reprise»            | Тейлор         | 2:03           |

| Ексклюзивні iTunes бонус-треки | Ексклюзивні iTunes бонус-треки                                         | Ексклюзивні iTunes бонус-треки | Ексклюзивні iTunes бонус-треки |
| #                              | Назва                                                                  | Автор(и)                       | Тривалість                     |
| ------------------------------ | ---------------------------------------------------------------------- | ------------------------------ | ------------------------------ |
| 15.                            | «Runaway» (переспів Дел Шеннон)                                        | Дел Шеннон, Макс Крук          | 4:10                           |
| 16.                            | «The Show Must Go On» (Queen + Пол Роджерс, наживо у Японії, 2005 рік) | Мей                            | 4:35                           |

| Бонус-трек для Amazon | Бонус-трек для Amazon            | Бонус-трек для Amazon | Бонус-трек для Amazon |
| #                     | Назва                            | Автор(и)              | Тривалість            |
| --------------------- | -------------------------------- | --------------------- | --------------------- |
| 15.                   | «Fire and Water» (переспів Free) | Роджерс, Енді Фрейзер | 2:51                  |

## Учасники запису
У записі альбому взяли участь:
- Браян Мей — гітара, Бас-гітара, спів, беквокал, клавішні:
- Роджер Тейлор — барабани, спів, беквокал, перкусія, клавішні:
- Пол Роджерс — спів, гітара, бас-гітара, клавішні, гармоніка:
- Тейлор Гокінс — беквокал у пісні «C-lebrity»[21].